# Hero Hiralal
Hero Hiralal ist ein Bollywoodfilm und erzählt die Geschichte eines Autorikschafahrers, der sich in eine Filmschauspielerin verliebt.

## Handlung
Hero Hiralal ist aus Hyderabad und Autorikschafahrer, der eines Tages das Filmsternchen Roopa trifft. Er wird ihr Touristenführer und verliebt sich Hals über Kopf in sie.
Als Roopa wieder nach Bombay zurückkehrt, folgt Hero ihr. Roopas Familie will von Hero nichts wissen, deshalb lassen sie ihn im Glauben, dass auch Roopa ihn nicht liebt. Niedergeschlagen von dieser Nachricht, will Hero Selbstmord begehen.
Doch da wird er von der manipulativen Filmschauspielerin Rani Sitara Devi gerettet. Sie möchte, dass Hero wie ein verrückter Liebender sterben soll und zwar in einer Show vor laufender Kamera.
Am Ende siegt jedoch die Liebe: Hero wird diesmal von Roopa gerettet, die ihm endlich ihre Liebe gesteht.

## Musik
| Songtitel              | Sänger/in         |
| ---------------------- | ----------------- |
| Kissa Hai Mohabbat Ka  | Sanu Bhattacharya |
| Main Hoon Hero Hiralal | Amit Kumar        |
| Sapno Ki Duniya        | Kanchan           |
| Sapno Ki Duniya - Sad  | Kanchan           |